# Théorie des ondes de densité

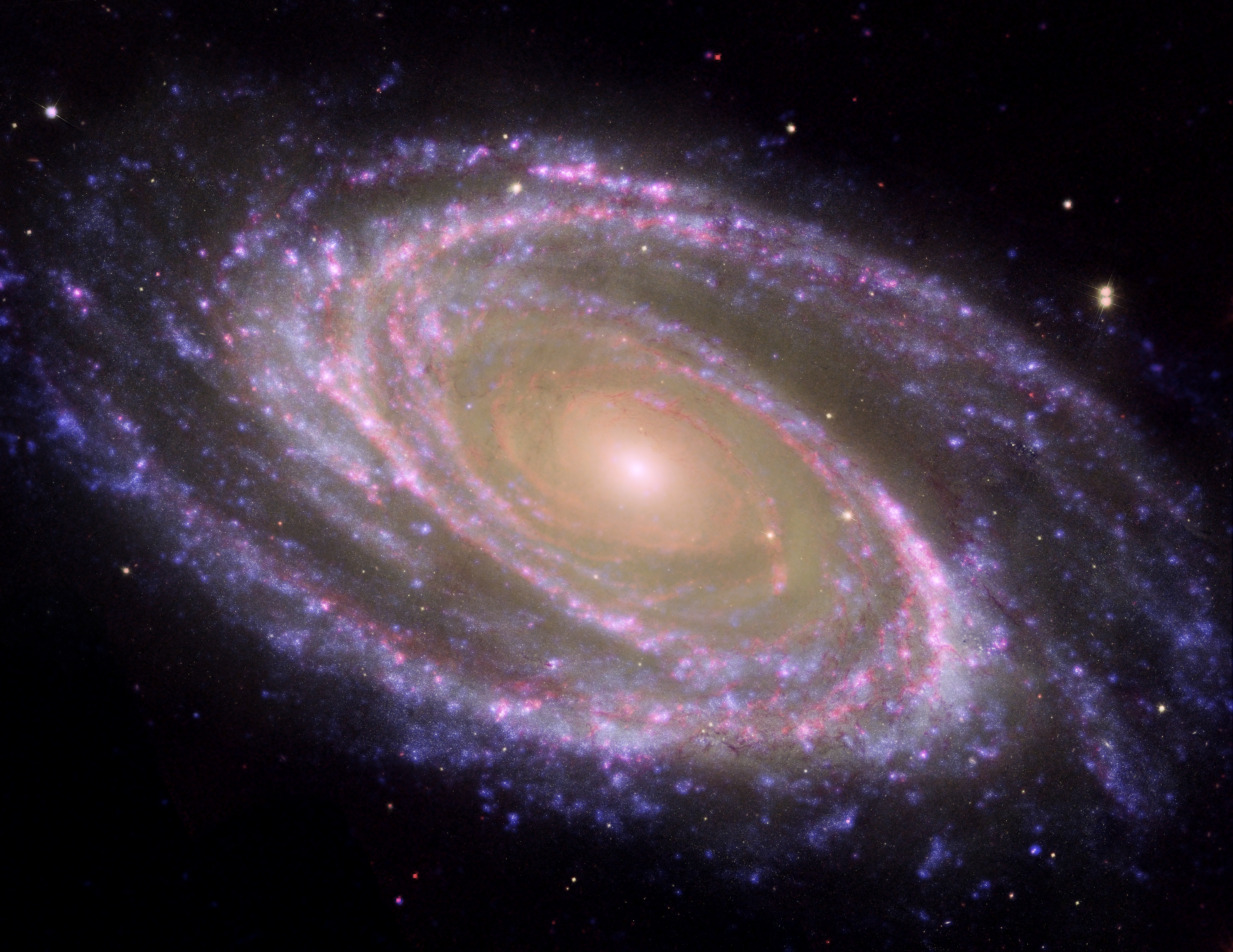
Image de la galaxie spirale M81, combinant les données des télescopes spatiaux d'Hubble, Spitzer et GALEX.

La théorie des ondes de densité ou théorie des ondes de densité Lin - Shu est une théorie proposée par Chia-Chiao Lin et Frank Shu au milieu des années 1960 pour expliquer la structure des bras spiraux des galaxies spirales,. La théorie de Lin - Shu introduit l'idée d'une structure spirale quasi statique à longue durée de vie (hypothèse QSSS). Dans cette hypothèse, le motif en spirale tourne avec une fréquence angulaire particulière (vitesse du motif), tandis que les étoiles du disque galactique orbitent à des vitesses variables, qui dépendent de leur distance du centre galactique. La présence d'ondes de densité spirales dans les galaxies a des implications sur les formations des étoiles, puisque le gaz en orbite autour de la galaxie peut-être comprimé et provoquer périodiquement des ondes de choc. Théoriquement, la formation d'un motif global en spirale est traitée comme une instabilité du disque stellaire provoquée par l’auto-gravité (en), par opposition aux interactions de marée. La formulation mathématique de la théorie a également été étendue à d'autres systèmes de disques astrophysiques, tels que les anneaux de Saturne.

## Bras spiraux galactiques

Explication des bras d'une galaxie spirale.

À l'origine, les astronomes avaient l'idée que le bras d'une galaxie spirale étaient matériels. Cependant, si tel était le cas, les bras deviendraient de plus en plus étroitement enroulés, car la matière la plus proche du centre de la galaxie tourne plus vite que la matière située à la périphérie de la galaxie. Les bras deviendraient impossibles à distinguer du reste de la galaxie après seulement quelques orbites. C'est ce qu'on appelle le problème du bobinage.
Lin & Shu ont proposé en 1964 que les amas n'étaient pas de nature matérielle, mais plutôt constituées de zones de plus grande densité, semblables à un embouteillage sur une autoroute. Les embouteillages eux-mêmes avancent toutefois plus lentement. Dans la galaxie, les étoiles, le gaz, la poussière et d'autres composants se déplacent à travers les ondes de densité, sont comprimés, puis en sortent.
Plus spécifiquement, la théorie des ondes de densité soutient que « l'attraction gravitationnelle entre des étoiles de rayons différents » évite ce que l'on appelle le problème d'enroulement et maintient en fait le motif en spirale.
La vitesse de rotation des bras est définie comme étant {\displaystyle \Omega _{gp}}, la vitesse globale du modèle (ainsi, dans un certain référentiel non inertiel, qui tourne à {\displaystyle \Omega _{gp}}, les bras spiraux semblent au repos). Les étoiles à l'intérieur des bras ne sont pas nécessairement stationnaires, bien qu'à une certaine distance du centre, {\displaystyle R_{c}}, le rayon de corotation, les étoiles et les ondes de densité se déplacent ensemble. Dans ce rayon, les étoiles se déplacent plus lentement ({\displaystyle \Omega >\Omega _{gp}}) que les bras spiraux, et à l'extérieur, les étoiles se déplacent plus lentement ({\displaystyle \Omega <\Omega _{gp}}). Pour une galaxie spirale à bras {\displaystyle m}, une étoile de rayon {\displaystyle R} à partir du centre se déplacera à travers la structure avec une fréquence {\displaystyle m(\Omega _{gp}-\Omega (R))}. Ainsi, l'attraction gravitationnelle entre les étoiles peut maintenir la structure en spirale que si la fréquence à laquelle une étoile passe à travers les bras est inférieure à la fréquence épicyclique {\displaystyle \kappa (R)} de l'étoile. Cela signifie qu'une structure spirale à longue durée de vie n'existera qu'entre les résonances Lindblad interne et externe (ILR et OLR respectivement), qui sont définies comme les rayons tels que : {\displaystyle \Omega (R)=\Omega _{gp}+\kappa /m} et {\displaystyle \Omega (R)=\Omega _{gp}-\kappa /m} respectivement. Au-delà de l'OLR et à l'intérieur de l'ILR, la densité supplémentaire dans les bras spiraux tire plus souvent que la vitesse épicyclique des étoiles, et les étoiles sont donc incapables de réagir et de se déplacer de manière à « renforcer l'amélioration de la densité spirale ».
- Animation 1 : Si les bras spiraux étaient des concentrations de masse rigides, la galaxie devrait tourner dans son ensemble autour de son centre afin de maintenir sa structure spirale. Selon les observations de Lindblad et les lois de la physique, ce n'est pas le cas.
- Animation 2 : La rotation différentielle observée par Lindblad dissoudrait les bras spiraux en peu de temps s'ils étaient composés de concentrations de masse fixes.
- Animation 3 : Les orbites prédites par la théorie des ondes de densité permettent l'existence de bras spiraux stables. Les étoiles entrent et sortent des bras spiraux lorsqu'elles tournent autour de la galaxie.

## Autres implications
La théorie des ondes de densité explique également un certain nombre d'autres observations faites sur les galaxies spirales. Par exemple, « l'ordre des nuages HI et des bandes de poussière sur les bords inférieurs des bras spiraux, l'existence d'étoiles jeunes et massives et des régions HII dans l'ensemble des bras, et une abondance de vieilles étoiles rouges dans le reste du disque ».
Lorsque des nuages de gaz et de poussière entrent dans une onde de densité et sont comprimés, le taux de formation d'étoiles augmente à mesure que certains nuages répondent au critère de Jeans et s'effondrent pour former de nouvelles étoiles. Comme la formation des étoiles ne se produit pas immédiatement, les étoiles sont légèrement en retard sur les ondes de densité. Les étoiles OB (en) chaudes créées ionisent le gaz du milieu interstellaire et forment les régions HII. Ces étoiles ont cependant une durée de vie relativement courte et expirent avant de quitter complètement l'onde de densité. Les étoiles plus petites et plus rouges quittent la vague et se répartissent sur tout le disque galactique.
Les ondes de densité ont également été décrites comme mettant sous pression les nuages de gaz et catalysant ainsi la formation d'étoiles.

## Anneaux de Saturne
À partir de la fin des années 1970, Peter Goldreich, Frank Shu et d'autres ont appliqué la théorie des ondes de densité aux anneaux de Saturne,,. Les anneaux de Saturne (particulièrement l'anneau A) contiennent un grand nombre d'ondes de densité en spirales et d'ondes de courbure en spirale excitées par les résonances de Lindblad et les résonances verticales (respectivement) avec les lunes de Saturne. La physique est en grande partie la même que celle des galaxies, bien que les ondes spirales dans les anneaux de Saturne soient beaucoup plus étroitement enroulées (s'étendant sur quelques centaines de kilomètres au maximum) en raison de la très grande masse centrale (Saturne elle-même) par rapport à la masse du disque. La mission Cassini a révélé de très petites ondes de densité excitées par les lunes annulaires comme Pan et Atlas et par des résonances d'ordre élevé avec les plus grandes lunes, ainsi que des ondes dont la forme change avec le temps en raison des orbites variables de Janus et Épiméthée.